# Karl Meier (Autor)
Karl Ernst Meier (Karl Meier-Lemgo, * 29. Januar 1882 in Detmold; † 31. Juli 1969 in Lemgo) war Lehrer, Heimatforscher, Autor und Zeichner. In weiten Kreisen des Lipperlandes und darüber hinaus ist Karl Meier als Naturfreund und Schriftsteller bekannt geworden. Seine umfangreiche Bibliografie umfasst insgesamt 287 Bücher, Aufsätze und Zeitungsartikel.

## Leben
Karl Meier wurde 1882 geboren, im selben Jahr, in dem sein Vater nach Amerika auswanderte. Seine Mutter zog 1885 mit ihren Kindern nach Lemgo, wo ihre Familie ihren Wohnsitz hatte. Hier verbrachte Karl seine Kindheit und Jugend und besuchte das Fürstlich-Lippische Humanistische Gymnasium in Lemgo, das ihm seinen heutigen Namen Engelbert-Kaempfer-Gymnasium verdankt. Seine dortige Schulzeit prägte ihn für sein späteres Leben und war entscheidend für seine Berufswahl als Lehrer. Nach dem Abitur studierte er in Berlin und Marburg Philologie und promovierte dort im Jahr 1906 zum Dr. phil.
Seine erste Anstellung bekam er in Hörde, bevor er 1908 ans Schillergymnasium in Münster berufen wurde. Karl Meier kehrte 1920 nach Lemgo zurück und lehrte am dortigen Gymnasium in den Fächern Deutsch, Latein, Griechisch, Geschichte, Kunstgeschichte und Sport. Er war mit Dorothea Ernst verheiratet, eine Ehe, aus der drei Kinder hervorgingen. Der Sohn Reinhard fiel im Zweiten Weltkrieg, seine beiden Töchter Ursula und Gertrud leben heute in Lemgo. 1947 ließ er sich in den Ruhestand versetzen.
Noch zu seinen Lebzeiten wurde ihm als Anerkennung für seine Verdienste als Heimatforscher von der Landesregierung von Nordrhein-Westfalen der Professorentitel verliehen. Er starb 1969 im Alter von 87 Jahren.

## Der Heimatfreund, Heimatforscher und Schriftsteller

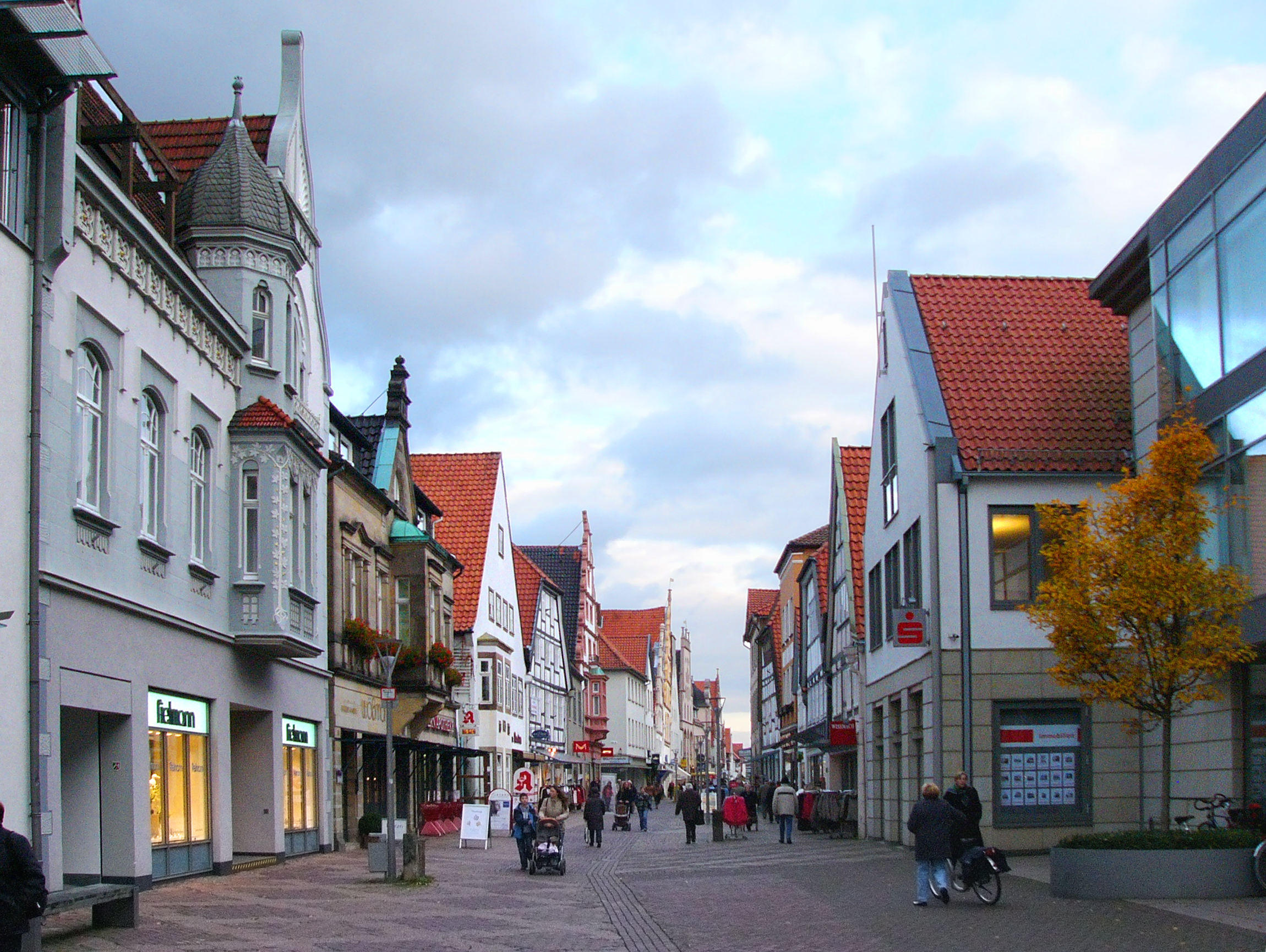
Mittelstraße in Lemgo

Als Karl Meier 1920 in seine Heimatstadt Lemgo zurückkehrte, begann seine Tätigkeit in der Heimatbewegung. Im August desselben Jahres rief er zur Gründung eines Vereins auf, der zum Ziel hatte, die wertvollen Altertümer der Stadt zu erhalten bzw. ans Licht zu holen. Damit wollte er verhindern, dass keine alten Fachwerkhäuser mehr abgerissen oder umgebaut wurden. Eine weitere Aufgabe war die Freilegung verputzter Giebel, die im vorhergehenden Jahrhundert mit Schieferplatten oder Putz verkleidet worden waren, weil die Inhaber sich schämten, ein aus Holz gefügtes Haus anstelle eines aus Stein gemauerten zu besitzen. Erster Vorsitzender des Heimatvereins „Alt Lemgo“ wurde Karl Meier.
In mühsamer Kleinarbeit gingen Meier und seine Freunde ans Werk, klopften den Putz von den alten Giebeln ab und zahlreiche prächtige alte Fassaden kamen zum Vorschein. Fast alle Fachwerkgiebel in der Mittelstraße, die heute von den Touristen bewundert werden, waren in den zwanziger Jahren unter einer grauen Putzschicht versteckt. Darüber hinaus unterstützte Meier die Aktivitäten des Vereins mit Artikeln in der regionalen Presse und weckte damit das öffentliche Interesse für die erhaltenswerte Bausubstanz. In den folgenden Jahren entwickelte er sich zu einem wichtigen Repräsentanten der Stadt, wenn es sich um stadtgeschichtliche oder kulturpolitische Themen handelte. Von ihm stammte die Idee, im Hexenbürgermeisterhaus ein Heimatmuseum einzurichten, die im Jahr 1926 realisiert wurde. Von ihm stammen die ersten Artikel über den Lemgoer Künstler Karl Junker und dessen Wohnhaus, das sogenannte Junkerhaus.
Den weitaus größten Erfolg hatte sein Buch „Wanderfahrten durch Lippe“, das er mit eigenen Zeichnungen illustrierte. Es erschien 1922 und wurde in vier Auflagen gedruckt, zum letzten Mal im Jahr 1950. Meier schrieb Theaterstücke über wichtige Ereignisse in der Stadtgeschichte, zum Beispiel Die rebellische Stadt, in dem es um den Kampf des lutherischen Lemgo gegen den Versuch des Grafen Simon VI. zur Lippe geht, die Stadt zum reformierten Glauben zu zwingen.

### Engelbert Kaempfer
Die wichtigsten Themen im Schaffen Karl Meiers waren ohne Zweifel die Biografie und das Lebenswerk Engelbert Kaempfers (1651–1716) und die Lemgoer Hexenprozesse. Als er in den 1920er Jahren mit der Forschungsarbeit über Engelbert Kaempfer begann, war der Japanreisende nahezu vergessen. So heißt der Titel seiner ersten Veröffentlichung treffend: Engelbert Kaempfer, ein großer Unbekannter. Meier reiste Ende der 1920er Jahre nach London ins Britische Museum, um den umfangreichen schriftlichen Nachlass Kaempfers zu sichten. Dem Engländer Hans Sloane, Leibarzt des englischen Königs und leidenschaftlicher Sammler, der die Handschriften von den Erben Kaempfers 1723 und 1725 erwarb, ist es zu verdanken, dass die Schriftstücke überhaupt der Nachwelt erhalten blieben. Kaempfer hatte seine Niederschriften in deutscher und lateinischer Sprache verfasst. Sie wurden von Karl Meier übersetzt und in Auszügen veröffentlicht, erstmals 1933 in Engelbert Kaempfer, Seltsames Asien (Amoenitas exoticae). In Meiers Bibliografie lassen sich 65 Titel nachweisen, die das Thema Engelbert Kaempfer behandeln. Als Hauptwerk erschien 1968 Die Reisetagebücher Engelbert Kaempfers, damit konnte Meier ein Jahr vor seinem Tode seine wissenschaftliche Arbeit über Engelbert Kaempfer abschließen.
Die Herausgabe seiner Kaempfer-Biographie wie auch der Ausbau des Heimatmuseums in Lemgo konnten mitunter von finanziellen Mitteln der nationalsozialistischen Kulturpolitik gefördert und ermöglicht werden. Dabei wurden diese Projekte auf der anderen Seite aber auch inhaltlich von den ideologischen Zielsetzungen der NS-Politik stark beeinflusst. Wegen der heroischen Überhöhung von Engelbert Kaempfer im Sinne des nationalen Pathos konnten dessen Forschungsreisen als Beispiel für deutschen Mut und Wissen interpretiert werden.

### Hexenprozesse
Das Thema Hexenverfolgung war für Meier eng mit der Heimatforschung verknüpft. Dieses düstere Kapitel aus der Stadtgeschichte Lemgos hat ihn offenbar stark bewegt und kein anderer hat vor ihm die unmenschliche Seite dieser Hexenprozesse so plastisch herausgearbeitet wie er. 1932 veröffentlichte er einen Artikel über die Schurkenstreiche des Lemgoer Hexenbürgermeisters. 1935 entstand die Erzählung Maria Rampendahl und der Hexenbürgermeister, die Geschichte einer tapferen Frau, die den Qualen der Folter widersteht und den Mut aufbringt, sogar gegen die Herren von Lemgo vor dem Reichsgericht  zu klagen. Weitere Publikationen waren Lemgo, eine Hochburg der Hexeninquisition (1938), Hexen, Henker und Tyrannen (1949) und die Erzählung Der Hexenbürgermeister von Lemgo (1951). In seinem Werk Geschichte der Stadt Lemgo (1952) setzte sich Meier im Kapitel Lemje, dat Hexennest ausführlich mit der Hexenverfolgung in Lemgo auseinander. Als Studien zur Geschichte der Hexenprozesse sind Meiers Schriften allerdings durch die neuere Forschung überholt.

## Der Zeichner
Karl Meier hat der Nachwelt neben seinen Schriften auch ein umfangreiches zeichnerisches Werk hinterlassen. Im Institut für Lippische Landeskunde wurden seine Zeichnungen, überwiegend Federzeichnungen und Lithografien, gesammelt und geordnet. Die Sammlung lässt auch Rückschlüsse auf Meiers zeichnerische Entwicklung zu. Er selbst hat seine Federzeichnungen nicht als Kunst verstanden, sondern sie sollten als Ergänzung der textlichen Beschreibung dienen. Das wird besonders in seinem Band Wanderfahrten durch Lippe deutlich, der nicht zuletzt wegen der Illustrationen aus Meiers Feder so beliebt war. Er hatte die Ortschaften zuvor zu Fuß oder mit dem Fahrrad aufgesucht und die Motive in seinem Skizzenbuch gesammelt. Mit zunehmendem Alter wandte sich Meier mehr seiner wissenschaftlichen Arbeit zu und die Anzahl seiner Zeichnungen wurde weniger.

## Schriften
- Eine Mondfahrt. Kinderbuch. Stuttgart 1921.
- Wanderfahrten durch Lippe. Lemgo 1922.
- Engelbert Kaempfer 1651–1716. Seltsames Asien (Amoenitates exoticae). Detmold 1933.
- Kleinstadtjugend. Autobiographischer Roman. Detmold 1933.
- Maria Rampendahl und der Hexenbürgermeister. Erzählungen. Meyersche Hofbuchhandlung, Detmold 1935.
- Engelbert Kaempfer, der erste deutsche Forschungsreisende. Biographie. Detmold 1937.
- Hexen, Henker und Tyrannen. Die letzte blutigste Hexenverfolgung in Lemgo 1665-1681. Wagener, Lemgo 1949.
- Der Hexenbürgermeister von Lemgo. Die Memoiren des Herrn von Kleinesorge. Roman. Rinteln 1951.
- Geschichte der Stadt Lemgo. Lemgo, 1952.
- Führer durch Lemgo und Umgebung. Wagener, Lemgo 1960.
- Die Reisetagebücher Engelbert Kaempfers. Steiner, Wiesbaden 1968.